# Skříň (rybník)
Rybník Skříň se nalézá asi 3 km západně od městečka Lázně Bohdaneč nebo 1 km severně od obce Neratov v okrese Pardubice. V bezprostřední blízkosti tohoto rybníka se nalézají další rybníky - Rozhrna, Dolní Jílovky, Horní Jílovky, Udržal a Tichý rybník.
Rybník byl vybudován jako součást soustavy pernštejnských rybníků v 16. století. Na ostrově rybníka Skříň stávala blatná tvrz Jílovka, která byla chráněna valem s palisádou a příkopem a s břehem spojena dřevěným mostem.
Rybník je v současnosti využíván pro chov ryb. Spolu s přilehlými rybníky Dolní Jílovky, Horní Jílovky, Rozhrna a Tichý rybník tvoří významnou ornitologickou oblast vodního ptactva. Po hrázi rybníka Skříně lemované staletými duby prochází naučná stezka Pernštejnskými rybníky, která seznámí návštěvníky s historií a současností zdejšího rybníkářství a s rozmanitostí přírodních krás.

## Galerie

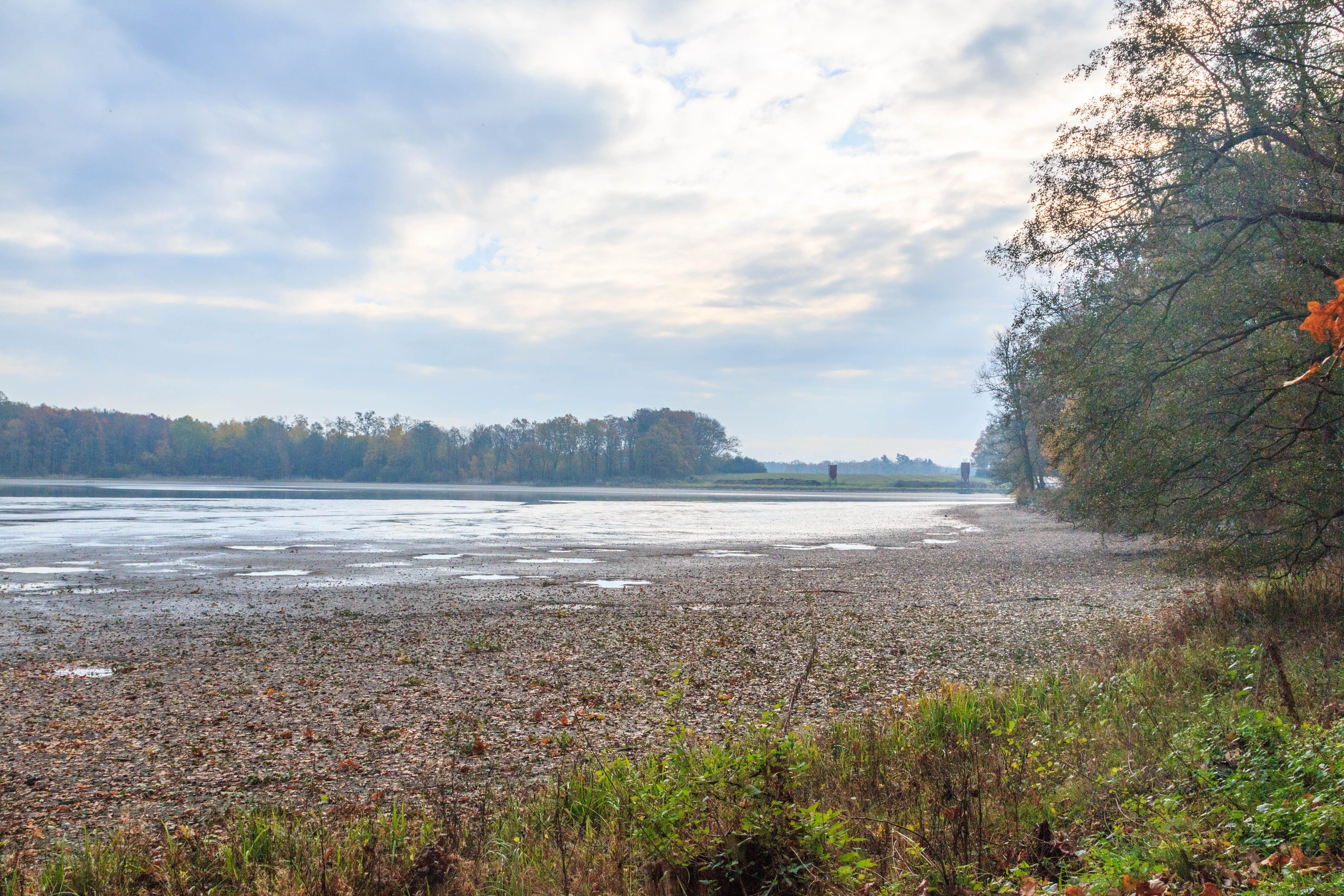
Rybník Skříň
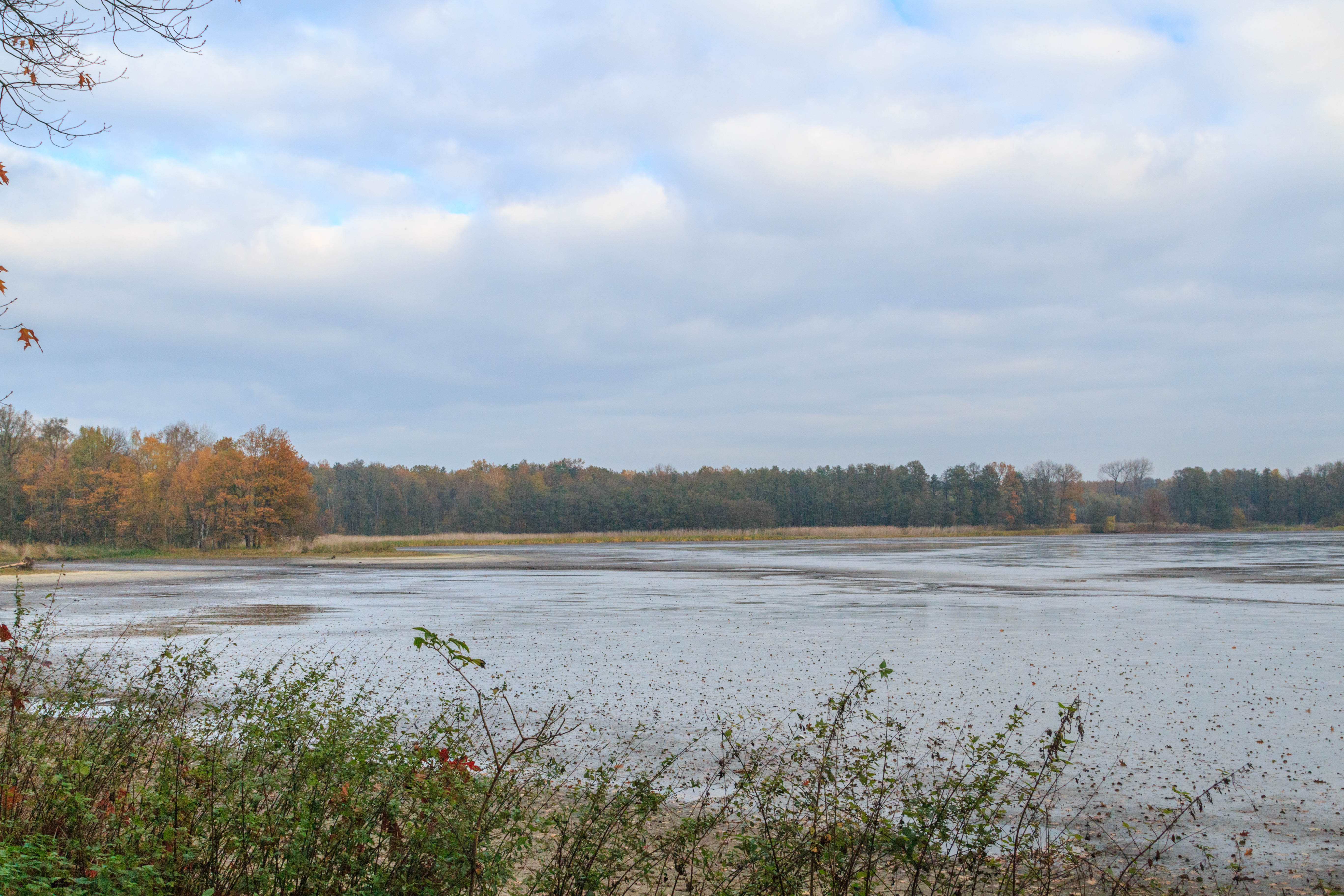
Rybník Skříň
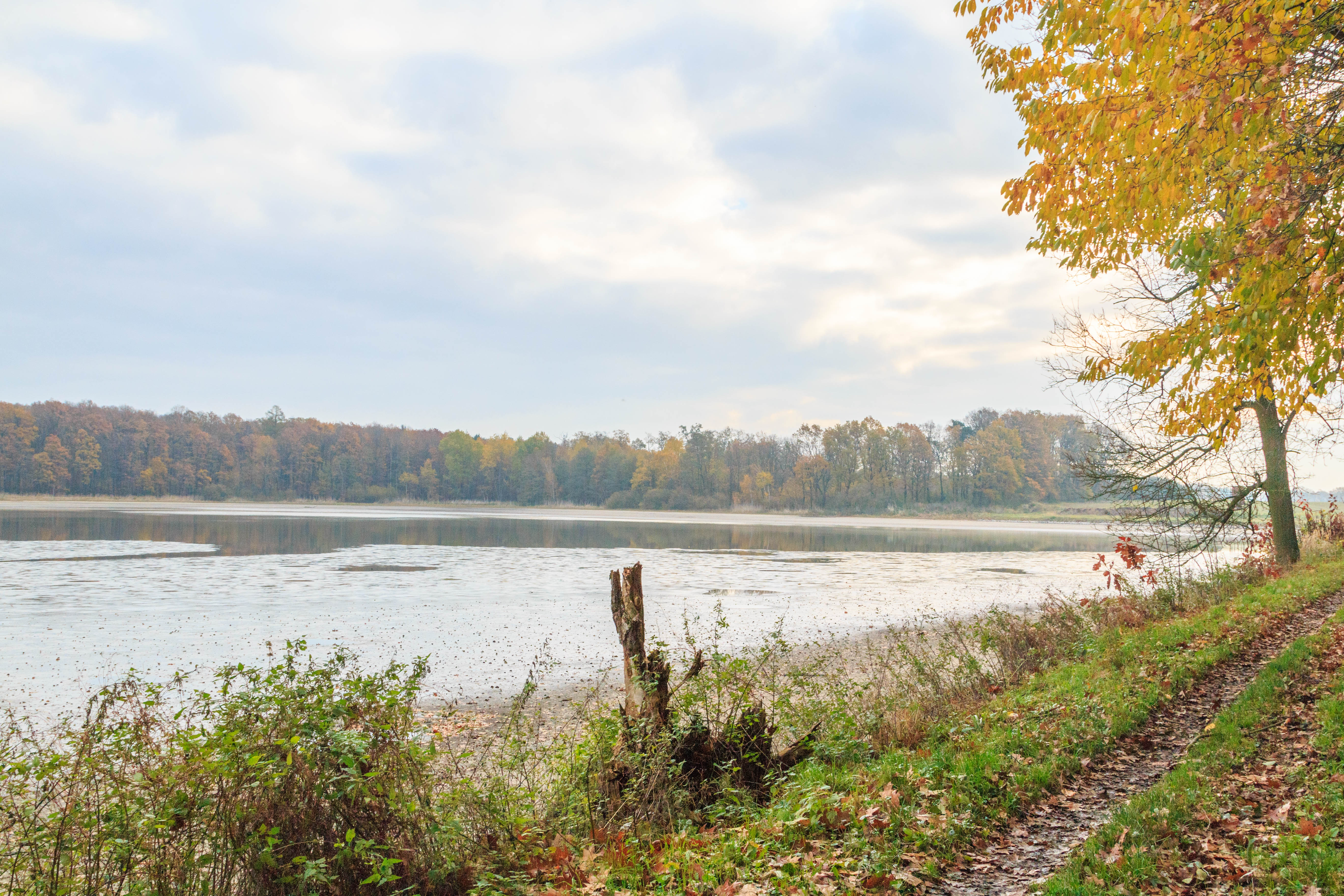
Rybník Skříň
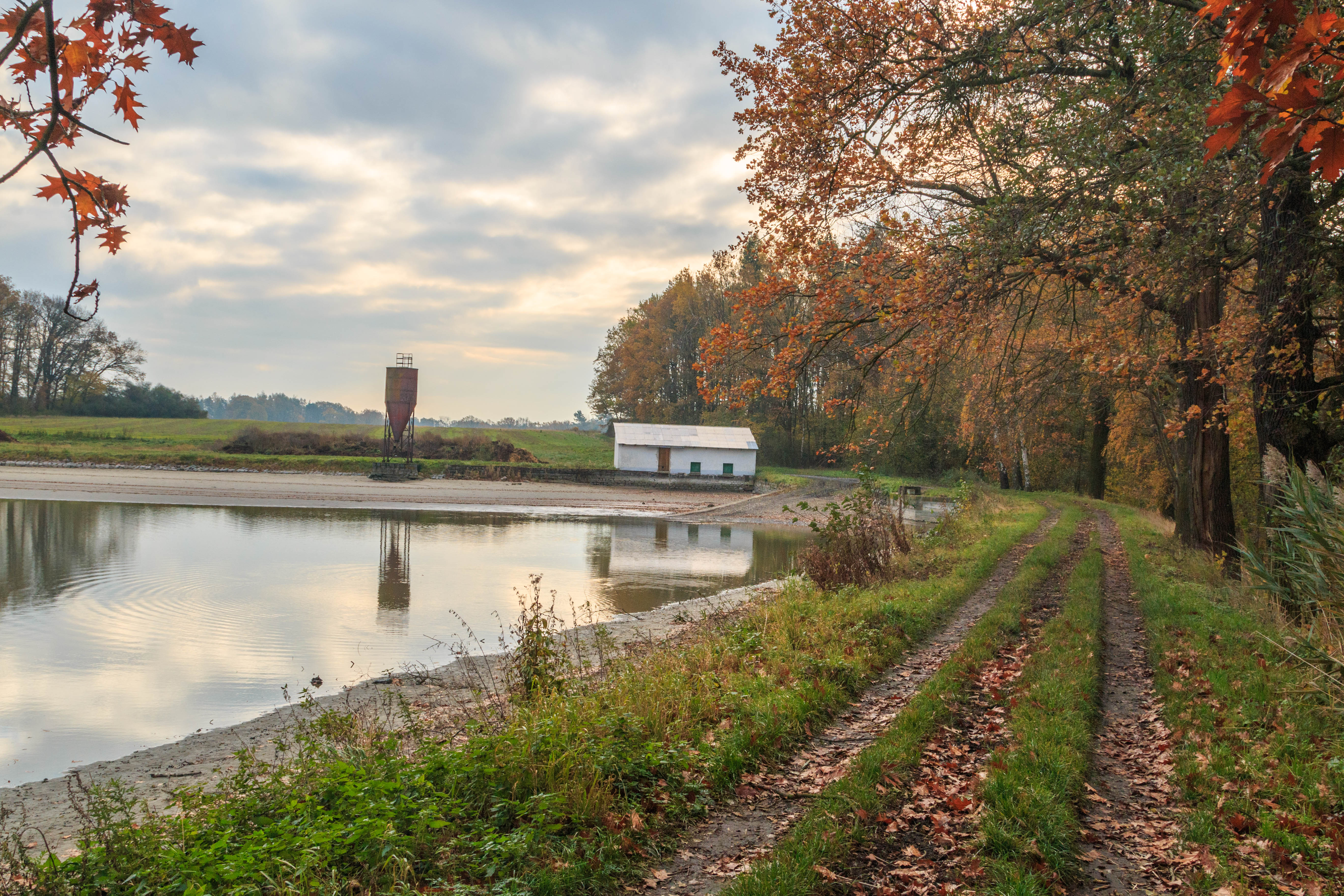
Rybník Skříň